# Christoph Soukup
Christoph Soukup (* 11. Oktober 1980) ist ein österreichischer Mountainbike-Rennfahrer, zweifacher Olympiateilnehmer und mehrfacher Staatsmeister.

## Werdegang
Der Zeitsoldat Soukup startete 2004 und 2008 bei den Olympischen Spielen und belegte dort den 15. und 6. Rang für Österreich.
2009 verpasste er bei den Mountainbike-Marathon-Weltmeisterschaften nur knapp eine Medaille und belegte in Graz den vierten Rang.
Christoph Soukup startet mit einer Unterbrechung seit 1997 für das Hitec-Team. Er lebt heute in Hernstein.
Von 2006 bis 2008 fuhr Christoph Soukup für das deutsche Team Fuji Bikes und erreichte in dieser Zeit seine bisher größten Erfolge.

## Erfolge
2014
- Österreichischer Staatsmeister, Cross Country

2012
- Österreichischer Staatsmeister, Marathon

2010
- Österreichischer Staatsmeister, Cross Country

2009
- Mountainbike-Marathon-Weltmeisterschaften 2009, 4. Rang

2008
- Olympische Sommerspiele, 6. Rang
- Österreichischer Staatsmeister, Cross Country
- Mountainbike-Weltmeisterschaften 2008, Cross Country, 6. Rang

2007
- Österreichischer Staatsmeister, Cross Country
- Europameisterschaften, 2. Rang
- Weltmeisterschaften, 11. Rang

2005
- Österreichischer Staatsmeister, Cross Country

2004
- Olympische Sommerspiele, 15. Rang